# زانگوگو

زانگوگو شهری در شهرستان توئسه در استان بازگا در بورکینافاسوی مرکزی است و جمعیت آن ۱۱۸۸ نفر است.